# Juiced
''Juiced est un jeu vidéo de course automobile sorti en 2005 sur PlayStation 2, Xbox et PC. Il a été édité par THQ et développé par Juice Games.

## Système de jeu
Le jeu se déroule dans la ville imaginaire d'Angel City où le joueur participe à diverses épreuves (course, contre-la-montre, dragster...) afin de récolter de l'argent pour améliorer les performances de son véhicule et son apparence physique.
Le joueur commence par acheter une voiture, soit neuve, soit d'occasion, soit dans une casse. Cela influera sur le prix, mais aussi sur les éventuelles réparations à faire à l'achat.
Afin de débloquer d'autres circuits, le joueur doit impressionner les équipes adverses en fonction de différents critères (victoire, améliorations du véhicule, paris...). Les pistes sont regroupées par thèmes : centre ville, zone industrielle, zone résidentielle... Mais contrairement à d'autres jeux de tuning, toutes les courses se déroulent durant le jour et les épreuves ont lieu sur des routes fermées, c'est-à-dire, sans voiture tiers.
Plus le joueur avance dans le jeu, plus il aura les moyens d'acquérir des voitures de plus en plus puissantes et plus son équipe gagnera de l'expérience en fonction du résultats des courses.

## Configuration Minimum
- PIII 933 MHz
- 256 Mo
- carte 3D 32 Mo
- Win 98SE/ME/2000/XP

## Configuration conseillée
- PIV 1,4 GHz
- 256 Mo RAM
- carte 3D 64 Mo.

## Liste des véhicules
Il y a dans le jeu 52 voitures. Ces voitures sont dans "Course perso".
Groupe A
- Dodge Viper GTS
- Corvette ZO6
- Honda NSX
- Acura NSX
- Mitsubishi 3000 GT
- Nissan Skyline GTR R-34
- Ford Mustang GT '99
- Chevrolet Camaro
- Pontiac Firebird

Groupe B
- Mazda RX-7
- Mazda RX-8
- Nissan 350Z
- Honda S2000
- Holden Monaro CV8
- Ford Falcon XR8
- Mitsubishi Lancer Evolution VII
- Subaru Impreza WRX STI

Groupe C
- Toyota Supra
- Nissan 300Z
- Mitsubishi Eclipse GSX
- Mitsubishi Lancer Evolution 'VI
- Subaru Impreza 22B STI

Groupe D
- Chevrolet Camaro Z28
- Ford Mustang 67
- Chevrolet Corvette
- Dodge Charger 1969 R/T

Groupe E
- Mitsubishi FTO
- Acura RSX Type-S
- Toyota Celica SS-I
- Toyota Celica SS-II
- Honda Integra Type-R '99
- Honda Integra Type-R '02
- Acura Integra Type-R
- Dodge SRT-4
- Toyota MR2

Groupe F
- Volkswagen Golf MKIV
- Renault Clio Sport 2.0 16 V
- Dodge Neon R/T
- Honda Civic DX
- Honda Prelude VT
- Honda Civic Type R
- Toyota MR-S
- Volkswagen Corrado VR6
- Ford Focus SVT 2003
- Ford Focus ZTS 2004

Groupe G
- Fiat Punto 1.8 HGT
- Opel Corsa SRI 1.81 16V
- Peugeot 206 GTI
- Honda CR-X
- Volkswagen Beetle GLS 1.8T
- Mazda MX-5
- Toyota Corolla 1.6

## Musiques du jeu
- Beans - Down by Law
- Bug Kann & The Plastic Jam - Made in two minutes
- Dub Pistols - Architect
- Every Move a Picture - Signs of life
- Gat Decor - Passion
- Guru - Cave in
- Ils - 6 Space (Next level)
- Johnny L - Hurt you so
- Kasabian - Club foot
- Lee Coombs & Dylan Rhymes - Allright all night
- Lee Coombs & Christian J - Dubhead
- Lemon Jelly - Come down on me
- Moving Units - Between us and them
- Paul Oakenfold - Ready Steady Go
- Roni Size & Fallacy - The streets
- Shapeshifters - Back to basics
- Stereo 8 - Flipmode
- Talib Kweli - We got the beat
- The Exies - What you deserve
- The Koreans - How does it feel
- TV On The Radio - The new health rock
- Way Out West - Killa
- Wordsworth - Right now
- Xzibit & Krondon - Klack